# Lam Akol
Lam Akol Ajawin (* 15. Juli 1950 in Athidhwoi, A'ali an-Nil, heutiger Südsudan) ist ein südsudanesischer Politiker. Er ist ein Führungsmitglied der Sudanesischen Volksbefreiungsarmee (SPLA) und war vor der Unabhängigkeit des Landes von 20. September 2005 bis zum 16. Oktober 2007 Außenminister der Regierung Sudans.
Akol gehört der südsudanesischen Ethnie der Schilluk an. Er studierte an der Universität Khartum und in Großbritannien. Im April 1986 verließ er die Universität und trat der Sudanesischen Volksbefreiungsarmee (SPLA) bei. Innerhalb der SPLA wandte er sich von 1991 bis 2003 zusammen mit dem Nuer Riek Machar in der SPLA-Nasir-Fraktion gegen den SPLA-Führer John Garang und wechselte auf die Seite der Regierung Sudans, so dass er von 1998 bis 2002 Verkehrsminister im Sudan wurde.
Am 11. Oktober 2007 suspendierten Akol und 17 weitere südsudanesische Regierungsmitglieder ihre Beteiligung an der Regierung, da diese die Bestimmungen des Friedensabkommens von 2005 ungenügend umsetze.
Im Oktober 2007 entließ Omar al-Baschir per Präsidenterlaß Lam Akol als Außenminister. Dies geschah auf Wunsch der SPLM, die unter anderem wegen der Weigerung des Präsidenten, Akol zu entlassen, am 11. Oktober 2007 ihre Beteiligung an der Regierung suspendierte. Als neuer Außenminister wurde Deng Alor ernannt.